# Nikolaus Bartholomäus von Danckelmann
Nikolaus Bartholomäus Michael von Danckelmann (ur. 25 maja 1650 w Lingen (Ems), zm. 27 października 1739 w Lodersleben (Turyngia)), pruski polityk i dyplomata.
Był tajnym radcą stanu. W roku 1688 został brandenburskim posłem przy dworze wiedeńskim.  W 1697 był ministrem pełnomocnym  zawierającym pokój w Ryswick. W roku 1722 nabył trzy posiadłości ziemskie od  Clemensa Starschädela i został patronem Lodersleben.  Po jego śmierci, jego syn Karl Ludolf von Danckelmann przyjął po nim tę funkcję.